# Sisto Senese
Sisto Senese O.P. (Siena, 1520 – Genova, 28 settembre 1569) è stato un teologo e biblista cattolico italiano, di origine ebraica.

## Biografia
Sisto nacque a Siena da una famiglia ebraica e da ragazzo frequentò la locale sinagoga e vi apprese l'ebraico. Convertitosi al cattolicesimo, si fece francescano, avendo per maestro di teologia Ambrogio Catarino Politi, alcune opere del quale criticò successivamente. Divenne uno dei maggiori predicatori e teologi del suo tempo ma nel 1551 per le sue simpatie per la Riforma fu accusato di eresia e condannato al rogo. Avendo fatto pubblica abiura, fu graziato dall'inquisitore Antonio Michele Ghislieri, futuro papa Pio V, che lo fece trasferire nell'Ordine domenicano e lo impiegò a Cremona come membro del Tribunale dell'Inquisizione. Proprio grazie a questa sua posizione fu in grado di salvare numerosi manoscritti e libri ebraici.
La sua opera Bibliotheca sancta ex præcipuis Catholicae Ecclesiae auctoribus collecta, pubblicata a Venezia nel 1566 (l'anno in cui Antonio Michele Ghislieri divenne papa), è una sorta di enciclopedia dei repertori per l'insegnamento dogmatico e della tradizione ecclesiastica, la prima dalla conclusione del Concilio di Trento: tratta degli scrittori ecclesiastici, delle loro opere, del modo di tradurre e commentare le Sacre Scritture.
Fu in quest'opera che Sisto coniò il termine libri deuterocanonici per descrivere quei libri dell'Antico Testamento che la tradizione protestante considerava invece apocrifi, essendo essi assenti nelle Scritture ebraiche pur essendo compresi nella Bibbia latina (la Vulgata).
Sisto morì a Genova nel 1569.